# عدنان
عَدْنان بن أدد هو جد العرب العدنانيين المشترك بحسب الإرث الثقافي لدى النسابة والإخباريين مثل ابن إسحاق وابن السائب الكلبي. عدا ذلك تشح الإشارات إليه في المؤلفات أو الشعر أو في الآثار أو النصوص الدينية القديمة، والاستثناءات هي بيت منسوب للبيد بن ربيعة وآخر للعباس بن مرداس، والعرب العدنانيون تركزوا في شمال وغرب ووسط شبه الجزيرة العربية، بينما كان عرب جنوب الجزيرة يعرفون بالقحطانيين نسبة إلى قحطان. وينسب النسابون محمد بن عبد الله نبي الإسلام إلى عدنان وبأنه جده العشرون.
ويختلف النسابة فيمن بعد عدنان بن أدد، وفي ذلك قال البلاذري:«ما وجدنا في علم عالم ولا شعر شاعر من وراء عدنان بثبت.
وحدثني عباس بن هشام، عن أَبِيهِ، عن جَدِّهِ، عن أَبِي صَالِحٍ، عن ابن عباس:كَانَ رَسُولُ اللَّهِ ﷺ إذا بَلَغَ فِي النَّسَبِ إِلَى أُدَدَ، قَالَ: كَذَبَ النَّسَّابُونَ، كَذَبَ النَّسَّابُونَ، قَالَ اللَّهُ عَزَّ وَجَلَّ: (وَقُرُوناً بَيْنَ ذلِكَ كَثِيراً)، قَالَ ابن عباس: وَلَوْ شَاءَ رَسُولُ اللَّهِ ﷺ أَنْ يَعْلَمَهُ لَعَلِمَهُ». وقال عامر الشعبي:«إنما حفظت العرب من أنسابها إلى أدد».

## نسب عدنان إلى إسماعيل
اتفق النسابون على أن عدنان من ذرية إسماعيل بن إبراهيم، ولكن اختلفوا في سرد النسب إلى إسماعيل، وفي ذلك قال أبو المنذر الصحاري: «وقد أختلف الناسُ في نسب عدنان، فقال بعضهم: من ولد نبت بن إسماعيل بن إبراهيم، وقال بعضهم، هو من ولد قيدر بن إسماعيل بن إبراهيم». وقد أختلف في النسب على عدة أقوال منها الآتي:

### الأقوال المنسوبة
- عدنان بن أدد بن الهميسع بن نابت بن إسماعيل بن إبراهيم، وهو قول أم سلمة رواه الحاكم في صحيحة.[6][7]
- عدنان بن أدد بن الهميسع بن نابت بن إسماعيل، وهو قول البخاري.[8]
- عدنان بن أدد بن الهميسع بن يشجب - أشجب - بن نبت بن قيدار بن إسماعيل، وهو قول ابن شهاب الزهري ونحوه عن محمد بن السائب الكلبي.[9][10] وفي ذلك قال البلاذري:«قال الكلبي: فأدد من ولد نابت بن الهميسع بن تيمن بن نبت بن قيدر بن إسماعيل. وقال بعض المدنيين: أدد من ولد الهميسع بن أشجب بن نبت بن قيدر بن إسماعيل، وقول الكلبي أثبت».[11]
- عدنان بن أدد بن مقوم بن ناحور بن تيرح بن يعرب بن يشجب بن نابت بن إسماعيل، وهو قول محمد بن إسحاق.[12][13]
- عدنان بن أد بن أدد بن الهميسع بن تيمن بن نبت بن إسماعيل، وهو قول المسعودي.[14]
- عدنان بن أدد بن الهميسع بن سلامان بن عوص بن يوز بن قموال بن أبي بن العوام بن ناشد بن حزا بن بلداس بن تدلاف بن طابخ بن جاحم بن ناحش بن ماخي بن عبقى بن عبقر بن عبيد بن الدعا بن حمدان بن سنبر بن يثربي بن نحزن بن يلحن بن أرعوي بن عيفى بن ديشان بن عيصر بن أقناد بن إبهام بن مقصي بن ناحث بن زارح بن شمى بن مزى بن عوص بن عرام بن قيذر بن إسماعيل، وهو قول ينسب إلى محمد بن السائب الكلبي، ولم يسمعه هشام الكلبي عنه.[15] وقد زعم المسعودي أنه رأى النسب هكذا - مع فرق في الترجمة - عن سفر باروخ.[16]
- عدنان بن أدد بن أمين بن شاجب بن ثعلبة بن عنز بن سريج بن محلم بن العوام بن المحتمل بن رائمة بن العفيان بن علة بن شحدود بن الضريب بن عيفر بن إبراهيم بن إسماعيل بن يزن بن أعوج بن المطعم بن الطمح بن القسور بن عتود بن دعدع بن محمود بن الزائد بن ندوان بن أمامة بن دوس بن حصين بن النزال بن الغمير بن محشر بن معذر بن صيفي بن نبت بن قيدار بن إسماعيل، وهو قول ينسب إلى دغفل النسابة.[17][18]

### أقوال مجهول أصحابها
- وقيل: عدنان بن أدد بن الهميسع بن نبت بن سليمان - وهو سلامان - بن حمل بن نبت بن قيذر بن إسماعيل.[19]
- وقيل: عدنان بن أد بن ادد بن اليسع بن الهميسع بن سلامان بن نبت بن حمل بن قيدار بن إسماعيل.[20]
- وقيل: عدنان بن أدد بن الهميسع بن أسحب بن سعد بن سعد بن بريح بن نضير بن حميل بن منجم بن لافث بن الصابوح بن كنانة بن العوام بن نبت بن قيذر بن إسماعيل.[21]
- وقيل: عدنان بن أدد بن المقوم بن ناحور بن مشرح بن يشجب بن مالك بن أيمن بن النبيت بن قيذر بن إسماعيل.[22]
- وقيل: عدنان بن أدد بن زيد بن يقدر بن يقدم بن هميسع بن نبت بن قيذر بن إسماعيل.[23]
- وقيل: عدنان بن أدد بن أشجب بن أيوب بن قيذر بن إسماعيل.[24][25]
- وقيل: عدنان بن ميدع بن منيع بن أدد بن كعب بن يشجب بن يعرب بن الهميسع بن قيذر بن إسماعيل.[26]
- وقيل: عدنان بن أد بن أدد بن الهميسع بن يشجب بن نبت بن جميل بن قيدار بن إسماعيل.[27]

## أمه وزوجه
اختلف الإخباريون في أمه على قولين:
- أنها: المتمطرة بنت علي من جرهم أو من جديس.[28][29]
- أنها: بلها بنت يعرب بن قحطان[30]، وقيل بلها بنت ماعز بن قحطان.[31]

وكذلك اختلفوا في زوجه على قولين:
- أنها: مهدَد بنت اللهم بن جلحب بن جديس[32] وقيل أنها من طسم والأول أثبت.
- أنها: تيمة بنت يشجب بن يعرب بن قحطان.[32]